# Edward Schillebeeckx
Edward Schillebeeckx OP (Antwerpen, 1914. november 12. – Nijmegen, 2009. december 23.) belga domonkos szerzetes, római katolikus teológus.

## Élete
Edward Schillebeeckx domonkos szerzetes volt, dogmatikát tanított Leuveni Katolikus Egyetemen (1958-1982). A II. Vatikáni zsinaton Bernard Alfink holland bíboros személyes szaktanácsadója volt. Műveit számos nyelvre lefordították, a XX. sz. legjelentősebb teológusai közé tartozott.
Teológiai tanulmányait a Leuveni Katolikus Egyetemen kezdte, majd a II. világháború után Párizsban két tudós szerzetestársával, Yves Congarral és Marie-Dominique Chenuval állt szoros munkakapcsolatban. Munkásságával erősen hatott a zsinat utáni krisztológia antropocentrikus irányzatára.
A 68-as diáklázadások idején nyílt konfliktusba került a Hittani Kongregációval, amely többek között eukarisztia-értelmezését, az áteredő bűnre és a szeplőtelen fogantatásra vonatkozó nézeteit kifogásolta.

## Jelentősége
Schillebeeckx az ún. Nouvelle théologie (új vagy megújult teológia) egyik fontos képviselője volt. A dogmatika területén Schillebeeckx elsősorban azzal vált jelentőssé, hogy a tomista krisztológiai megközelítés helyett a kereszténység legősibb forrásaira, különösen a Szentírásra mint elsődleges forrásra támaszkodó megközelítést alkalmazott. Erre az sarkallta, hogy a legfrissebb egzegetikai szakirodalom olvasása közben egyre inkább úgy érezte, hogy a Szentírás kicsúszik a dogmatikai érvelés mögül, és a hagyományos dogmatikai kijelentések már nem támaszkodhatnak az újonnan értelmezett bibliai szövegekre. Ennek a szemléleti fordulatnak jelentős állomása a "Jézus, egy élő története" (1974) valamint a "Krisztus és a keresztények" (1976) c. két vaskos kötete. A spekulatív teológia és a modern egzegézisre alapozó teológia ma már nem válik szét annyira, mint az ő korában, de akkor ezzel a szemléletével más korszakalkotó teológusok közé tartozott.
Az egyháztan területén Schillebeeckx először a cölibátus problematikájával foglalkozott, később inkább az egyházi hivatal rigiditását bírálta. Szemléletét a kor kihívásaira való kritikus odafigyelés (szaknyelven az "idők jelei"-nek vizsgálata) kiemelten jellemezte. Egyik utolsó jelentős műve egyfajta krisztológiai antropológia.
Erőteljesen hatott rá a II. Vatikáni zsinat és az azt előkészítő és követő, pezsgő teológiai élet, amelynek hazájában és egész Északnyugat-Európában fáradhatatlan szószólója volt. Szakértőként vett részt a zsinaton és a holland szinódusokon.
Az utóbbi 20 esztendőben visszavonultan élt, jelentősebb publikációt nem közölt. Szellemi örökségét az 1989-ben alapított Edward Schillebeeckx Foundation gondozza, melyet Nico Schreurs irányít.

## Legfontosabb művei
- De sacramentele heilseconomie (Antwerpen, 1952)
- Christus, sacrament van de Godsontmoeting (Bilthoven, 1959)
- Op zoek naar de levende God (Nijmegen, 1959)
- Openbaring en theologie (Bilthoven, 1964) (Theologische Peilingen, 1)
- God en mens (Bilthoven, 1965) (Theologische Peilingen, 2)
- Wereld en kerk (Bilthoven, 1966) (Theologische Peilingen, 3)
- De zending van de kerk (Bilthoven, 1968) (Theologische Peilingen, 4)
- Jezus, het verhaal van een levende (1974) ISBN 90-244-1509-8, ISBN 90-244-1510-1
- Gerechtigheid en liefde : genade en bevrijding (1977) ISBN 90-244-1513-6, ISBN 90-244-1523-3
- Kerkelijk ambt (Nelissen, Bloemendaal, 1980) ISBN 90-244-1518-7, ISBN 90-244-1520-9
- Pleidooi voor mensen in de Kerk (Nelissen, Baarn, 1985) ISBN 90-244-1527-6
- Mensen als verhaal van God (1989) ISBN 90-244-1531-4

## Magyarul
- A zsinat mérlege; ford. Weissmahr Béla; Zsinati Bizottság, Róma, 1968
- A domonkos szellemiség; ford. Skultéty Kornélia; in: Tanítvány. A magyar domonkosok lapja; 6. (2000) 3-4., p. 3-22.
- Tanulmányaiból egy válogatás (Balogh Vilmos Szilárd munkája) található az alábbi honlapon: https://bvszorg.wordpress.com/about/
- Teológiai végrendelete, Pannonhalmi Szemle, 2018/3; letölthető: https://bvszorg.files.wordpress.com/2019/04/02_schillebeeckx-vegrendelet-phszemle.pdf
- Edward Schillebeeckx: Hit és tapasztalás, Olvasókönyv, Válogatta, a bevezető tanulmányt írta és fordította: Balogh Vilmos Szilárd, 2023 (e-könyv), l. https://bvszorg.wordpress.com/2023/02/15/schillebeeckx-olvasokonyv/
- Balogh Vilmos Szilárd: Schillebeeckx-impulzusok - kézikönyv és szöveggyűjtemény - szemle, https://www.merleg.org/schillebeeckx-impulzusok-kezikonyv-es-szoveggyujtemeny/